# Kilgetty/Begelly
Kilgetty/Begelly (en anglais) ou Cilgeti a Begeli (en gallois) est une communauté du Pembrokeshire, au pays de Galles. Comme son nom l'indique, elle comprend notamment les villages de Kilgetty / Cilgeti (en) et Begelly / Begeli (en).

## Géographie
Kilgetty/Begelly est située dans le sud-est du Pembrokeshire, à 9 km au sud de la ville de Narberth. Le chef-lieu du comté, Haverfordwest, se trouve à 18 km au nord-ouest.
Outre Kilgetty / Cilgeti (en) et Begelly / Begeli (en), la communauté comprend aussi les villages et hameaux de Reynalton (en), Thomas Chapel (cy) et Broom (cy).
Elle est traversée d'ouest en est par la route A477 (en) et du nord au sud par la route A478 (en), qui passe dans Begelly même ; les deux routes se croisent juste au sud du village. Une branche de la West Wales line (en) passe par la gare de Kilgetty (en).

## Politique
La communauté de Kilgetty/Begelly couvre le même territoire que le ward (district électoral) de Kilgetty and Begelly, qui élit un des 60 membres du conseil de comté du Pembrokeshire (en). Lors des élections locales de 2022, c'est le candidat libéral-démocrate Alistair Ronald Cameron qui est élu.
Pour les élections à la Chambre des communes, Kilgetty/Begelly appartient à la circonscription de Mid and South Pembrokeshire depuis les élections générales de 2024.
Pour les élections au Parlement gallois, Kilgetty/Begelly est rattachée à la circonscription de Carmarthen West and South Pembrokeshire.

## Démographie
Au recensement de 2011, la communauté de Kilgetty/Begelly comptait 2 262 habitants.

## Patrimoine

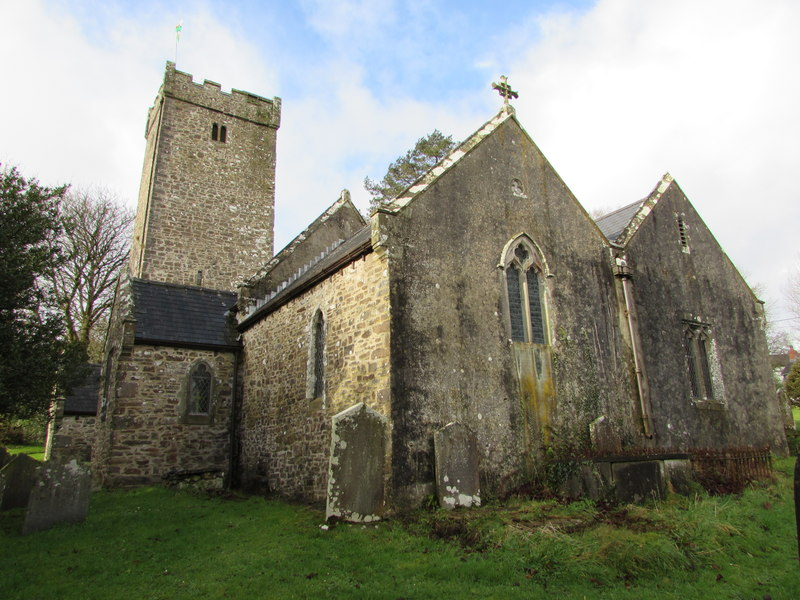
L'église Sainte-Marie de Begelly.

La communauté comprend plusieurs monuments classés. L'église Sainte-Marie de Begelly, qui remonte probablement au XIIIe siècle, est un monument classé de grade II* depuis 1971.